# Vương Hiền phi (Đường Vũ Tông)
Vương Tài nhân (chữ Hán: 王才人, ? - 846), còn được gọi là Vũ Tông Vương Hiền phi (武宗王賢妃), là một phi tần rất được sủng ái của Đường Vũ Tông Lý Viêm trong lịch sử Trung Quốc.

## Tiểu sử

### Vũ Tông sủng phi
Vương Hiền phi nguyên quán ở Hàm Đan, được tuyển vào cung nhờ tài múa hát, được đánh giá là người cẩn trọng và thông minh. Theo Tân Đường thư, Vương thị nhập cung năm 13 tuổi dưới triều Đường Mục Tông, Đường Vũ Tông lúc đó đang là Dĩnh vương dưới triều Phụ hoàng, Vương thị được nạp cho Vũ Tông. Khoảng cuối thời kỳ trị vì của người anh Đường Văn Tông, Vũ Tông được vận động làm Hoàng thái đệ. Vương thị hỗ trợ ông rất nhiều trong cuộc vận động.
Sau khi Vũ Tông nối ngôi Đường Văn Tông, ông đã sắc phong cho bà làm Tài nhân, địa vị cao thứ 16 trong hậu cung và rất được sủng ái. Hoàng đế và Vương Tài nhân gắn nhau như hình với bóng, mỗi khi đi dạo trong Ngự hoa viên, mọi người nhìn vào không khỏi trầm trồ rằng họ là một cặp thanh mai trúc mã.
Năm Hội Xương thứ 5 (845), Vũ Tông có ý muốn lập Vương Tài nhân đang được sủng ái làm Hoàng hậu, nhưng Tể tướng Lý Đức Dụ (李德裕) cho rằng Vương Tài nhân xuất thân hèn kém lại không có con nên không thể lập, Vũ Tông bèn bỏ ý định này.

### Cái chết
Vào cuối những năm trị vì, Vũ Tông tin tưởng giả kim thuật có thể đem lại trường sinh bất tử, bắt đầu uống kim đan, làm sức khỏe ngày một suy kiệt. Vương Tài nhân khuyên bảo Vũ Tông dừng uống kim đan, nhưng Vũ Tông không nghe.
Khi bệnh tình ngày một nặng. Vũ Tông hỏi Vương Tài nhân rằng:"Trẫm chết rồi thì ngươi định làm gì?". Vương Tài nhân đáp:"Nguyện theo Bệ hạ đến cửu tuyền".
Đường Vũ Tông rất cảm động, ban tặng Vương thị một dải lụa quàng cổ. Khi Vũ Tông băng vào mùa xuân năm sau (846), Vương Tài nhân liền thắt cổ chết theo bằng dải lụa được ban. Câu chuyện về Vương Tài nhân lưu truyền hậu thế, được đời sau cảm động và thán phục, trong cả cuộc đời nàng đã độc sủng mọi tình yêu của Đường Vũ Tông. Mọi người đều bị chinh phục bởi lòng thiện lương của nàng.
Đường Tuyên Tông biết chuyện, rất cảm phục, truy tặng thụy hiệu Hiền phi (賢妃), cũng chuẩn tấu cho an táng vào Đoan lăng (端陵) cùng với Đường Vũ Tông.